# Utricularia tetraloba
Utricularia tetraloba är en tätörtsväxtart som beskrevs av Peter Geoffrey Taylor. Utricularia tetraloba ingår i släktet bläddror, och familjen tätörtsväxter. Inga underarter finns listade i Catalogue of Life.